# Monica Theodorescu

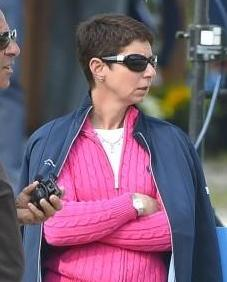
Monica Theodorescu (2015)

Monica Theodorescu (* 2. März 1963 in Halle (Westf.)) ist eine ehemalige deutsche Dressurreiterin und derzeitige Trainerin. Seit 2012 ist sie die Bundestrainerin der deutschen Dressurreiter.

## Werdegang

### Sportlerin
Monica Theodorescu bekam ihr erstes Turnierpferd namens Colorado im Alter von 12 Jahren. Mit ihm entwickelte sie sich bis zur Grand-Prix-Reife und nahm an den Europameisterschaften der Junioren teil. Ihr erster großer Erfolg war der Sieg beim Dressur-Derby. Mit 19 Jahren startete sie das erste Mal beim CHIO Aachen. Ihr nächstes Pferd war Lexikon, mit dem sie die Juniorenmeisterschaften gewann.
Sie gewann mit deutschen Dressurmannschaften bei den Olympischen Spielen 1988 (mit Ganimedes), 1992 (mit Grunox) und 1996 jeweils die Goldmedaille. 1988 erreichte sie in der Einzelwertung den 6. Platz, 1996 den 4. Platz. Bei Weltreiterspielen 1990 gewann sie Gold mit der Mannschaft und Bronze in der Einzelwertung. Zuvor hatte sie im selben Jahr mit Ganimedes die Deutsche Meisterschaft der Dressurreiterinnen gewonnen.
Beim Weltcupfinale in Göteborg 1992 wurde sie Dritte, 1993 und 1994 gewann sie das Weltcupfinale mit Ganimedes. Bei den Europameisterschaften 1993 in Lipica erreichte sie mit der Mannschaft den Gewinn der Goldmedaille und in der Einzelwertung Silber. Bei den Europameisterschaften 2007 in La Mandria kam sie mit der Mannschaft auf den 2. Platz, im Einzel wurde sie mit Whisper Siebte im Grand Prix Spécial und Elfte in der Grand Prix Kür. Bei den Europameisterschaften 2009 in Windsor gewann sie mit der Mannschaft Bronze, in der Einzelwertung erreichte sie die Plätze 13 (GP Spécial) und Neun (GP Kür).
1992 wurde sie mit dem Bambi ausgezeichnet. Außerdem ist sie Trägerin des Silbernen Lorbeerblattes.

### Trainerin
Seit dem 1. Oktober 2012 ist Theodorescu die Bundestrainerin der deutschen Dressurreiter. Sie folgte damit auf Jonny Hilberath, der das Amt kommissarisch nach dem Tod von Holger Schmezer im April 2012 übernommen hatte.
Monica Theodorescu betrieb zunächst weiterhin ihre Reitanlage bei Sassenberg-Füchtorf. Seit Februar 2017 ist Theodorescu im Bundesleistungszentrum Warendorf tätig. Die Ausbildung der Pferde erfolgt durch Angestellte, um Interessenkonflikte mit ihrer Trainertätigkeit zu vermeiden.

## Erfolge als Dressurreiterin
- 2000: Sieg im Grand Prix in Steinhagen mit Renaissance, 4. Platz im Grand Prix bei den German Masters Stuttgart mit Renaissance, 2. Platz im Finale des Nürnberger Burg-Pokals mit L´Etoile
- 2001: 4. Platz im Grand Prix Spécial und in der Grand Prix Kür in Mannheim mit Renaissance Fleur[5], 2. Platz in der Grand Prix Kür in Arnheim, 2. Platz im Grand Prix und Grand Prix Spécial beim CHIO Aachen, 1. Platz Grand Prix Special in Wiesbaden
- 2002: 1. Platz beim Grand Prix und 2. Platz bei der Weltcup-Kür in Maastricht
- 2003: 1. Plätze in den Weltcup-Küren in Neumünster und San Patrignano, 1. Platz in der Grand Prix in San Patrignano[1][6]

In den folgenden Jahren konnte sie keine größeren internationalen Erfolge feiern, Ausnahme war hierbei der Sieg im Finale des Nürnberger Burg-Pokals 2005. Ende 2006 kehrte sie mit Whisper, einem Württemberger Fuchswallach (* 1998) im Besitz von Ann-Kathrin Linsenhoff, in den internationalen Sport zurück.
- 2007: 1. Platz im Grand Prix Special in Bad Salzuflen, 1. Platz im Grand Prix Special in Dortmund, 1. Platz im Grand Prix Special in Hagen a.T.W., 1. Platz im Grand Prix beim Festhallenturnier Frankfurt a. M.
- 2008: 2. Platz im Grand Prix und 3. Platz in der Grand Prix Kür beim CDI 4* im Rahmen des CHIO Aachen, 1. Platz im Grand Prix Spécial sowie 2. Platz im Grand Prix und in der Grand Prix Kür beim CDIO 3* in Mondorf-les-Bains, 2. Platz im Grand Prix und 3. Platz in der Grand Prix Kür bei den Stuttgart German Masters, 2. Platz im Grand Prix und in der Grand Prix Kür beim Festhallenturnier Frankfurt a. M.
- 2009: 3. Platz in der Grand Prix und in der Weltcup-Kür in Neumünster, 3. Platz im Grand Prix und im Grand Prix Spécial beim CDI 4* Wiesbaden, 2. Platz im Grand Prix und 3. Platz im Grand Prix Spécial beim CDI 3* Verden, 2. Platz im Grand Prix und in der Grand Prix Kür beim CDI-W Lyon, 2. Platz im Grand Prix und 3. Platz im Grand Prix Spécial bei den Stuttgart German Masters, 2. Platz im Grand Prix und in der Grand Prix Kür beim Festhallenturnier Frankfurt a. M.
- 2010: 3. Platz im Grand Prix Spécial beim CDI 4* Wiesbaden, 2. Platz im Grand Prix und Grand Prix Spécial beim CDI 4* im Rahmen des CHIO Aachen
- 2011: 1. Platz im Grand Prix und 3. Platz in der Grand Prix Kür beim CDI 3* Mailand-Rho, 3. Platz in der Grand Prix Kür beim CDI-W Lyon

(alle aufgeführten Erfolge aus den Jahren 2007 bis 2011 mit Whisper)

## Privates
Ihre Eltern waren gleichfalls erfolgreiche Reiter. Ihr Vater George (* 1. Oktober 1925 in Bukarest † 2007) nahm 1956 für Rumänien an den Olympischen Spielen teil. Ihre Mutter Inge Theodorescu, gebürtige Fellgiebel, (* 18. Oktober 1925; † 11. April 2010) war eine Spring- und Dressurreiterin, die kurze Zeit mit Hans Günter Winkler verheiratet war. Deren Vater war der deutsche Landstallmeister und Hippologe Hans Fellgiebel.
Monica Theodorescu ist gelernte Übersetzerin. Seit Mai 2011 ist sie verheiratet.